# Безводне (Миколаївський район)
Безво́дне — село в Україні, у Веснянській сільській громаді Миколаївського району Миколаївської області. Населення становить 248 осіб.
До 1988 року носило назву Циридарівка.

## Уродженці
- Мусіяка Віктор Лаврентійович — український політик, один з авторів тексту Конституції України, лідер партії «Народна Самооборона». Професор Києво-Могилянської академії.